# كارلوس بيريز (لاعب كرة قاعدة)
كارلوس بيريز (بالإنجليزية: Carlos Pérez)‏ هو لاعب كرة قاعدة دومينيكاوي، ولد في 14 أبريل 1971 في San Gregorio de Nigua ‏ في جمهورية الدومينيكان.

## وصلات خارجية
- كارلوس بيريز على موقع دوري كرة القاعدة الرئيسي (الإنجليزية)
- كارلوس بيريز على موقعبيزبول رفرنس.كوم (الدوري الرئيسي) (الإنجليزية)
- كارلوس بيريز على موقعبيزبول رفرنس.كوم (الدوري الثانوي) (الإنجليزية)
- كارلوس بيريز على موقع إي إس بي إن.كوم (أم.أل.بي) (الإنجليزية)
- كارلوس بيريز على موقع مشجعي الرسوم البيانية (الإنجليزية)